# Снетогорский монастырь
Рождества Пресвятой Богородицы Снетогорский монастырь — действующий женский монастырь во Пскове. Один из древнейших из ныне существующих псковских монастырей, первое упоминание в летописи относится к XIII веку. Первоначально был мужским.
Монастырь находится в 3,5 км от центра современного города Пскова, на высоком правом берегу излучины реки Великой.

## История
Точная дата возникновения монастыря доподлинно не известна. Согласно одному из преданий, его могли основать монахи, прибывшие со Святой горы Афон. По другой легенде, которая в наше время является основной, основателем считается игумен Иоасаф.
Впервые монастырь упоминается в псковской летописи конца XIII века, согласно которой 4 марта 1299 года уже существовавшая к тому времени обитель была сожжёна при нападении на Псков ливонских рыцарей. При этом погибли настоятель монастыря преподобномученик Иоасаф и 17 иноков.
В XIV—XV веках Снетогорский монастырь становится главным духовным и монашеским центром Пскова. О возросшей роли монастыря уже в начале XIV века говорит факт строительства в нём каменного храма — одного из первых после длительного перерыва в каменном строительстве, вызванного нашествием монголов на Русь. В самом Пскове рядом с Кромом на берегу реки Псковы с середины XIV века существовало подворье монастыря, где в 1352 году была построена церковь апостола Иоанна Богослова. Подворье укрепляло хозяйственные связи монастыря с псковским посадом, кроме того монастырь поддерживал торговые связи с прибалтийскими купцами.
Монахами Снетогорского монастыря были преподобные Евфросин Псковский, Савва Крыпецкий — выходец из Сербии или со Святой горы Афон. Ими были основаны другие, расположенные в окрестностях Пскова монастыри: Спасо-Елеазаровский и Крыпецкий.
В монастыре принимали постриг уходившие на покой псковские князья и бояре. Во время мора 1420—1421 гг. здесь постригся заболевший московский наместник князь Феодор Александрович Ростовский, вернувшийся однако затем в Москву. В притворе монастырского собора в 1416 году был погребен князь Григорий Евстафиевич, сын изборского князя Евстафия. Кроме того, внутри храма на стенах сохранились погребальные плиты-керамиды XVI—XVII вв. Снаружи собора сформировалось монастырское кладбище. В древности к северной стене храма были пристроены часовни, отмечавшие места некоторых погребений.
Располагаясь на берегу реки Великой при въезде в Псков, монастырь встречал купцов и путешественников. В 1472 году здесь останавливалась византийская царевна София Палеолог, совершавшая переезд из Италии в Москву через Восточную Европу и Прибалтику.
В 1476 году по приказу архиепископа Феофила в Снетогорском монастыре были установлены башенные часы — третьи известные часы на территории современной России после московских (1404) и новгородских (1436). Во Псков они были привезены ещё предыдущим архиепископом Ионой, но из-за конфликта последнего с псковичами были увезены в Снетогорский монастырь, где пролежали почти шесть лет.
Во время Ливонской войны монастырь оказался разорен войсками польского короля Стефана Батория, осаждавшего Псков в 1581—1582 гг. Монастырский собор пострадал от пожара, что имело роковые последствия для его фресковой живописи. Братия монастыря была вынуждена укрыться на псковском подворье обители. Таким же образом в период смутного времени разорение монастырю приносили попеременно осаждавшие Псков казаки и отряды польского воеводы Лисовского. Наконец, в 1615 году монастырь занял шведский король Густав Адольф, безуспешно пытавшийся взять Псков.
Тем не менее в XVII веке монастырь оправился от разрушений. Сыграло свою роль пограничное положение Пскова, приобретшего важное для всей России торговое значение. Снетогорский монастырь обладал обширным хозяйством, участвуя при этом в снабжении армии, а также направляя живущих на монастырских землях крестьян на казённое строительство и ремонт городских стен.
Положение монастыря резко ухудшилось в начале XVIII века в связи с Северной войной. Кроме того в 1710 году произошёл крупный пожар, уничтоживший в том числе архив, хранивший документы со времен основания обители. Окончательный упадок монастыря был вызван секуляризацией церковных земель Екатериной II. В 1804 году монастырь был упразднен. Тогда же на его месте было решено устроить загородный архиерейский дом. В 1811 году М.Б. Барклай-де-Толли обратился с просьбой передать архиерейский дом и близлежащую территорию под артиллерийский парк, но получил отказ от Святейшего Синода.
В 1816—1822 годы здесь жил архиепископ Псковский Евгений (Болховитинов), являвшийся не только деятельным архиереем, но и выдающимся историком. Помимо трудов по истории России владыка занимался и изучением истории Пскова, используя архивы Псковской духовной консистории. В 1825 монастырь посещал А.С. Пушкин. В период существования архиерейского дома богослужения в основном осуществлялись в домовом храме Святого Князя Владимира — бывшей трапезной церкви Святителя Николая.
После 1920 года началось разорение архиерейского дома, затронувшее и древний Рождественский собор, несмотря на то, что он был включен в список подлежащих государственной охране памятников старины. Храм лишился купола, кровель, оконных рам. Территорию монастыря занял дом отдыха. В 1934 году была частично разрушена Вознесенская церковь-колокольня, достигавшая высоты 86 метров. В настоящее время от неё сохранились лишь руины первого, наиболее древнего яруса.
Во время Великой Отечественной войны здесь расположился штаб группы армий «Север». Территория и здания монастыря были благоустроены для проживания немецких офицеров. При этом в Никольской церкви был устроен зал собраний, в соборе винный склад и тир, в руинах Вознесенской церкви гараж. При отступлении немецкие войска вывели из строя артезианскую скважину и водонапорный бак, стоявший над церковью Вознесения.
В послевоенный период продолжил своё существование дом отдыха и детский санаторий. Однако, Рождественский собор был отдан в ведение органов государственной охраны памятников истории и культуры. Уже в конце 1940-х — начале 1950-х гг. была проведена его частичная реставрация, продолженная в 1985 году и ведущаяся до сих пор.
В 1993 монастырь был передан Псковской епархии и открыт как женский. Богослужения совершаются в трапезной Никольской церкви. В нём имеются мощевик с частицей мощей преподобномученика Иоасафа Снетогорского, иконы с частицами мощей великомученика Пантелеимона, святителей Николая Мирликийского и Тихона Задонского, иконы Божией Матери Тихвинская, Иверская, Снетогорская, икона преподобного Макария Желтоводского с частицей мощей, переданная монастырю от Патриарха Кирилла. 26 июля 2012 года собор Рождества Богородицы был передан в безвозмездное пользование Снетогорскому женскому монастырю сроком на 50 лет.

## Ансамбль
В ансамбль Снетогорского монастыря входят: собор Рождества Пресвятой Богородицы (1310—1311 гг.), трапезная церковь Святителя Николая Чудотворца (1519 г.), Архиерейский дом (1805 г.), руины Снетогорского столпа — колокольни с церковью Вознесения Господня (1526 год — XIX век), Святые ворота и ограда монастыря (XVII — сер. XIX веков). Периметр монастырской ограды составляет 420 метров.

### Собор Рождества Богородицы
Главная святыня монастыря — собор Рождества Пресвятой Богородицы — был построен в 1311 году по подобию Спасо-Преображенского собора Мирожского монастыря. В 1313 году храм был расписан. Сохранившиеся, хотя и не полностью, фрески — единственный на сегодняшний день памятник древнерусской монументальной живописи 1-й половины XIV века и яркий образец псковской художественной школы.

#### Архитектура собора
Храм по своей архитектуре во многом похож на построенный полтора века ранее собор Мирожского монастыря, но имеет некоторые существенные отличия от последнего. Внутреннее пространство храма решено в форме равноконечного креста с примыкающими к нему по углам меньшими по высоте объёмами. В нижнем северном компартименте первоначально располагался придел или уединенная монашеская молельня, в южном — лестница на второй этаж. Верхнее северное помещение так же служило приделом, здесь сохранились следы малого иконостаса. Верхнее южное помещение было ризницей или хранилищем документов. Помещения-палатки верхнего яруса соединялись узким деревянным настилом, замененным в XVI веке каменным балконом.
В соответствии с внутренним устройством интерьера боковые фасады храма асимметричны. Их восточные прясла оформлены высокими арками, соответствующими высоте ветвей креста. Здесь расположены боковые порталы храма, над ними помещены предназначенные для росписи ниши-киоты и окна. Западные прясла снизу оформлены невысокими арками-нишами, соответствующими нижнему ярусу западных угловых помещений. Восточный фасад с тремя апсидами в основном сохранил свои первоначальные формы. Западный фасад, первоначально завершавшийся тремя закомарами, в настоящее время закрыт возникшими в последующие столетия пристройками к храму. Собор завершен поставленным по центру внутреннего креста куполом, барабан которого снаружи оформлен необычным поясом из стрельчатых арочек, восстановленным при реставрации. В XV веке барабан купола был повышен, а арочный пояс заменен лентами бегунца и поребрика. Форма кровли неоднократно менялась в ходе истории собора. Первоначально храм был покрыт тесом по форме закомар, а глава купола деревянным лемехом-чешуей. В XVI столетии поверх полукруглых закомар были надложены треугольные щипцы, глава купола сделана луковичной. В настоящее время кровля собора имеет позднюю четырёхскатную форму с плоским завершением фасадов.
С течением времени собор расширялся. В начале XV века к его западному фасаду уже примыкал притвор. В XVI веке западный фасад притвора и портал имели наружные фресковые росписи. Особенно сильные изменения были привнесены в архитектуру собора в XVII столетии. В XVIII столетии к собору были пристроены боковые приделы в честь св. Николая Чудотворца и Усекновения главы св. Иоанна Предтечи. Боковые части притвора оказались расширены и обхватили с двух сторон крыльцо XVII века. Оформление приделов и перестроенного притвора соответствовало архитектуре эпохи барокко. Тогда же к южной апсиде храма была пристроена большая ризница (не сохранилась), а древний одноглавый объём украшен по углам четырьмя малыми декоративными главами. Уже в XIX веке декоративные главы оказались убраны (в том числе и главы двух приделов), восстановлена южная апсида. Луковичная глава собора получила железное покрытие. Фасады храма, покрашенные в XVIII веке в яркий терракотовый цвет, вновь были побелены.
Первоначально иконостас храма был невысоким и занимал лишь проем центральной алтарной апсиды. Со временем он был заменен более высоким и широким многоярусным. Иконостас возобновлялся в 1855 году. При этом, в северной палате притвора была устроена ризница, где в частности хранились иконы из старого иконостаса. В XX веке убранство собора было утрачено.
Реставрационные работы конца 40-х — начала 50-х гг. XX века и в особенности комплексная реставрация, начатая в 1985 году, позволили воссоздать архитектурную историю древнего псковского храма.

#### Роспись собора
Дата начала росписи храма известна благодаря записи на полях Псковского паремийника. Храм был расписан в 1313 году, вскоре после окончания строительства. Фрески собора являются ярким образцом псковской художественной школы.
Пережив сильный пожар монастыря 1493 года, роспись оказалась сильно повреждена в 1581 году при осаде Пскова войсками Стефана Батория. После войны фрески были вынуждены забелить как непоправимо испорченные. Об этом сообщает Писцовая книга Псковского уезда 1584—1587 годов. Первые пробные расчистки древней живописи были предприняты ещё в 1909 году. Работы по раскрытию фресок велись экспедициями ЦГРМ в 1920—1930-х годах и, как считалось, были завершены в 1948—1949 годах. Однако начиная с 1985 года в соборе были сделаны новые существенные открытия прежде неизвестных фрагментов живописи в куполе и алтаре. В результате последних исследований представляется возможным дать полную реконструкцию всей программы росписи.
Система росписи храма во многом перекликается с памятниками домонгольского периода.
В куполе изображено Вознесение Господне, повторяющее росписи многих новгородских храмов XII века и собора Мирожского монастыря. Фрески в барабане купола утрачены. На парусах сохранились фигуры евангелистов с их символами и фрагмент убруса с образом Нерукотворного Спаса.
В центральной алтарной апсиде в нижних регистрах представлен двухъярусный фронтальный святительский чин. Выше была изображена традиционная Евхаристия.
На подпружных арках, несущих купол, изображены ветхозаветные первосвященники, прообразующие новозаветное священство.
Своды и стены ветвей подкупольного креста заняты несколькими повествовательными циклами.
В южной части храма в третьем регистре росписи на восточной стене изображено Рождество Пресвятой Богородицы (занимающее традиционное место храмового образа справа от алтаря) и Введение во храм Пресвятой Богородицы. Благовещение Пресвятой Богородицы изображено выше во втором ярусе, традиционно по сторонам от алтарной апсиды: слева архангел Гавриил, справа Богоматерь. Рождество Христово представлено вслед за Введением в третьем регистре на южной и западной стенах южной ветви креста.
Евангельские сцены разделены на несколько обособленных циклов. Сверху представлено несколько крупных композиций: Сретение Господне, Крещение Господне, Воскрешение Лазаря, Распятие Христово и Воскресение Христово. Ниже в меньшем масштабе изображены события, предшествующие страстям Христа, другие сцены страстей и события после Воскресения Христа: Вход Господень в Иерусалим, Преображение Господне, Снятие со креста, жёны-мироносицы у Гроба Господня, Преполовение и Сошествие Святого Духа на апостолов.
Самая большая и впечатляющая композиция в росписи собора — Успение Богоматери — расположена во всю высоту северной стены храма, напротив изображённого с южной стороны Рождества Христова. Противопоставление или вернее сопоставление двух этих композиций известно также по росписям храмов домонгольского периода.

## Прочие сведения
В интерьере Рождественского собора на западной стене сохранился процарапанный рисунок, изображающий, судя по сохранившейся рядом в юго-западной палатке польской надписи, майора Собаньского. Это одно из свидетельств пребывания в 1581 году в стенах монастыря армии польского короля Стефана Батория.
Собор Рождества Богородицы представлен на монете Банка России из серии «Памятники архитектуры России».

## Правовое положение
Решением 43-й сессии комитета всемирного наследия ЮНЕСКО 7 июля 2019 года внесён в список всемирного наследия ЮНЕСКО (в списке храмов псковской архитектурной школы).